# 娜塔莎·阿兰姆
娜塔莎·阿兰姆是乌兹别克斯坦裔美国女模特、女演员。

## 生平
娜塔莎·阿兰姆出生在乌兹别克斯坦，学生时代憧憬未来成为一名服装设计师。她曾在国立塔什干理工大学航空学院读书。后来移居俄罗斯莫斯科，并且和一家经纪公司签约。后来，一家意大利模特公司挖掘了她，她又搬到意大利。

## 家庭
娜塔莎·阿兰姆搬到意大利后遇见了伊朗王子埃米尔·易卜拉欣·巴列维·阿拉姆，并且和他一起搬到了美国纽约市。两人分手之后又复合，1998年两人结婚，婚后两人搬到英国伦敦，娜塔莎·阿兰姆开始在伦敦上表演课。在2011年，娜塔莎·阿兰姆说，她“逃到洛杉矶，因为我想演戏。”2001年，丈夫埃米尔·易卜拉欣·巴列维·阿拉姆也搬到了洛杉矶，但是两人在2004年离婚。2009年，娜塔莎·阿兰姆和前男友乔生了一个女儿名叫瓦伦蒂娜。